# Ким Сынгю
Ким Сынгю (кор. 김승규; род. 30 сентября 1990, Ульсан) — корейский футболист, вратарь клуба «Аш-Шабаб» и сборной Республики Корея.

## Карьера
В профессиональном футболе дебютировал в 2008 году, выступая за команду «Ульсан Хёндэ».
В 2007 году дебютировал в составе юношеской сборной Республики Корея, принял участие в 12 играх на юношеском уровне. В 2009 году привлекался в состав молодёжной сборной Республики Корея. На молодёжном уровне сыграл в 16 официальных матчах.
В 2013 году дебютировал в официальных матчах в составе сборной Республики Корея. На данный момент провёл в форме главной команды страны 33 матча. В 2014 году был включён в заявку сборной на чемпионат мира в Бразилии.
В 2016 году перешел в «Виссел Кобе». В 2018 году был включён в заявку сборной на чемпионат мира в России.